# Syndroom van Wallenberg
Het syndroom van Wallenberg is een bijzondere vorm van een beroerte, waarbij er een infarct optreedt in een bepaald deel van de hersenstam. Hierdoor treedt een bepaald symptomencomplex op, dat reeds in 1808 werd beschreven door Gaspard Vieusseux. Desondanks heeft het syndroom de naam meegekregen van Adolf Wallenberg, die de klinische verschijnselen opnieuw beschreef in 1895 en deze in 1901 verklaarde met autopsiebevindingen.

## Oorzaak
Het syndroom van Wallenberg wordt meestal veroorzaakt door een afsluiting van een arteria vertebralis, waardoor ook het verzorgingsgebied van de arteria cerebelli inferior posterior (vaak afgekort tot PICA, naar het Engelse posterior inferior cerebellar artery), waaronder ook delen van het verlengde merg, ischemisch wordt. Ook in de arteria cerebelli posterior inferior zelf kan een infarct optreden.
Door uitval van de bloedtoevoer door de arteria cerebelli posterior en het daardoor optredende zuurstofgebrek, wordt het dorsolaterale deel van de medulla oblongata beschadigd.

## Symptomen
Door zuurstofgebrek van een deel van het verlengde merg valt de functie van een aantal hersenstructuren eenzijdig uit, wat tot specifieke symptomen leidt. Het symptomencomplex is geheel afhankelijk van de mate waarin de betrokken structuren zijn aangedaan. Het syndroom van Wallenberg begint vaak met plotse duizeligheid, nystagmus (schokkerige oogbewegingen), braken, dysfagie (slikstoornis) en dysfonie (stoornis in de stemvorming). Een erg karakteristiek symptoom is de hik. Verdere karakteristieke symptomen zijn:
- Ipsilateraal (aan de zijde van het infarct): een syndroom van Horner met hemi-anhidrose (halfzijdige verminderde zweetsecretie), een gevoelsstoornis van het gezicht, een parese van het zachte gehemelte en een cerebellaire hemiataxie.
- Contralateraal (aan de tegenovergestelde zijde): vitale sensibiliteitsstoornis

| Disfunctie                                                                                            | Symptomen                                                               |
| nucleus ambiguus (en daarmee ipsilaterale disfunctie van de nervus vagus en nervus glossopharyngicus) | dysfagie, heesheid, verminderde wurgreflex                              |
| tractus spinothalamicus lateralis                                                                     | verminderde pijn- en temperatuurzin van de contralaterale lichaamshelft |
| nucleus spinalis nervi trigemini                                                                      | verminderde pijn- en temperatuurzin van de ipsilaterale gezichtshelft   |
| nucleus vestibularis inferior                                                                         | duizeligheid, dubbelzien, nystagmus, braken                             |
| Afdalende orthosympathische zenuwvezels                                                               | syndroom van Horner ipsilateraal                                        |
| tractus tegmentalis centralis                                                                         | spasme van het palatum                                                  |

Ook de volgende structuren kunnen zijn aangedaan bij een infarct in het verzorgingsgebied van de arteria cerebelli posterior inferior.
- Nucleus posterior nervi vagi
- Tractus solitarius
- Tractus spinocerebellaris anterior
- Substantia reticularis

## Behandeling
Behandeling van het syndroom van Wallenberg is vooral gericht op de symptomen. Zo kan een voedingssonde noodzakelijk zijn als de slikfunctie gestoord is. Slik- en spraaktherapie kan een positief effect op het eindresultaat hebben. Een hardnekkige hik kan worden behandeld met chloorpromazine, voorheen ook bekend als Largactil.